# Dru Yearwood
Pour les articles homonymes, voir Yearwood.
 (juin 2024).
La mise en forme du texte ne suit pas les recommandations de Wikipédia : il faut le « wikifier ».
Les points d'amélioration suivants sont les cas les plus fréquents :
- Les titres sont pré-formatés par le logiciel. Ils ne sont ni en capitales, ni en gras.
- Le texte ne doit pas être écrit en capitales (les noms de famille non plus), ni en gras, ni en italique, ni en « petit »…
- Le gras n'est utilisé que pour surligner le titre de l'article dans l'introduction, une seule fois.
- L'italique est rarement utilisé : mots en langue étrangère, titres d'œuvres, noms de bateaux, etc.
- Les citations ne sont pas en italique mais en corps de texte normal. Elles sont entourées par des guillemets français : « et ».
- Les listes à puces sont à éviter, des paragraphes rédigés étant largement préférés. Les tableaux sont à réserver à la présentation de données structurées (résultats, etc.).
- Les appels de note de bas de page (petits chiffres en exposant, introduits par l'outil «  Source ») sont à placer entre la fin de phrase et le point final[comme ça].
- Les liens internes (vers d'autres articles de Wikipédia) sont à choisir avec parcimonie. Créez des liens vers des articles approfondissant le sujet. Les termes génériques sans rapport avec le sujet sont à éviter, ainsi que les répétitions de liens vers un même terme.
- Les liens externes sont à placer uniquement dans une section « Liens externes », à la fin de l'article. Ces liens sont à choisir avec parcimonie suivant les règles définies. Si un lien sert de source à l'article, son insertion dans le texte est à faire par les notes de bas de page.
- La présentation des références doit suivre les conventions bibliographiques. Il est recommandé d'utiliser les modèles {{Ouvrage}}, {{Chapitre}}, {{Article}}, {{Lien web}} et/ou {{Bibliographie}}. Le mode d'édition visuel peut mettre en forme automatiquement les références.
- Insérer une infobox (cadre d'informations à droite) n'est pas obligatoire pour parachever la mise en page.

Pour une aide détaillée, merci de consulter Aide:Wikification.
Si vous pensez que ces points ont été résolus, vous pouvez retirer ce bandeau et améliorer la mise en forme d'un autre article.
Dru Yearwood, né le 17 février 2000, est un footballeur anglais qui évolue au poste de milieu de terrain pour le Nashville SC en Major League Soccer. Il est issu des systèmes de formation d'Arsenal et de Southend United et a commencé sa carrière senior avec Southend. Il a également joué une saison pour le Brentford FC.

## Biographie
Dru Yearwood est né le 17 février 2000 à Harlow. Il est d'origine barbadienne par son père.

### En club

#### En club
Après avoir passé quatre ans à l'académie d'Arsenal, Yearwood rejoint le système de formation de Southend United à l'âge de 11 ans et intègre l'équipe première en juillet 2017,, lorsqu'il signe un contrat professionnel de quatre ans. Il devient un membre régulier de l'équipe lors des saisons 2017–2018 et 2018–2019 en League One et est nommé pour le prix LFE Apprentice of the Year aux EFL Awards en 2018,,,.

#### Brentford
Yearwood signe pour le club de Championship, Brentford, le 5 août 2019, pour un contrat de quatre ans avec option pour une année supplémentaire, pour un montant non divulgué. Tout au long de la saison 2019–2020 et de la campagne de promotion de Brentford, Yearwood ne dispute que deux matchs de championnat et trois autres en coupe. Il quitte le club après une saison pour poursuivre sa carrière et jouer plus de matchs.

#### New York Red Bulls
Le 5 août 2020, il est annoncé que Yearwood rejoint le club de Major League Soccer des New York Red Bulls,. Yearwood a signé un contrat en tant que joueur désigné jeune. Il a fait ses débuts pour les Red Bulls en tant que remplaçant lors d'une défaite 3-0 contre l'Union de Philadelphie le 11 octobre 2020. Le 11 septembre 2021, Yearwood a marqué son premier but en senior lors d'un match nul 1-1 contre le DC United. Le 24 juillet 2022, Yearwood a marqué son premier but de la saison et a également offert une passe décisive pour New York lors d'une victoire 4-3 contre l'Austin FC. Pour ses efforts lors du match, Yearwood a été nommé dans l'équipe de la semaine de la MLS. Le 2 août 2022, Yearwood a ouvert le score pour New York lors d'une défaite 4-5 contre les Colorado Rapids. Le 9 septembre 2022, Yearwood a été sanctionné d'une amende et suspendu pour quatre matchs à la suite d'un incident survenu à la fin d'un match contre l'Union de Philadelphie le 3 septembre, où, dans un moment de frustration, il a frappé le ballon dans les gradins, touchant involontairement un supporter au visage. Yearwood a présenté ses excuses via le compte Twitter de l'équipe.

#### Nashville SC
Yearwood a été acquis par le Nashville SC le 11 décembre 2023.

### En sélection
Yearwood est né en Angleterre et est d'ascendance barbadienne. Il a été appelé pour représenter l'équipe nationale de Barbade lors d'un match amical contre Sainte-Lucie en 2016, mais n'a pas joué. Yearwood a été convoqué dans l'équipe des moins de 18 ans de l'Angleterre pour la 2018 Panda Cup, mais une blessure aux ischio-jambiers l'a empêché de participer.

## Statistiques de carrière
| Club               | Saison            | Championnat       | Championnat | Championnat | Coupe nationale | Coupe nationale | Coupe de la Ligue | Coupe de la Ligue | Autres compétitions | Autres compétitions | Total | Total |
| Club               | Saison            | Division          | App.        | Buts        | App.            | Buts            | App.              | Buts              | App.                | Buts                | App.  | Buts  |
| ------------------ | ----------------- | ----------------- | ----------- | ----------- | --------------- | --------------- | ----------------- | ----------------- | ------------------- | ------------------- | ----- | ----- |
| Southend United    | 2017–2018         | League One        | 26          | 0           | 0               | 0               | 1                 | 0                 | 2                   | 0                   | 29    | 0     |
| Southend United    | 2018–2019         | League One        | 27          | 0           | 2               | 0               | 0                 | 0                 | 4                   | 0                   | 33    | 0     |
| Southend United    | Total             | Total             | 53          | 0           | 2               | 0               | 1                 | 0                 | 6                   | 0                   | 62    | 0     |
| Brentford          | 2019–2020         | Championship      | 2           | 0           | 2               | 0               | 1                 | 0                 | ―                   | ―                   | 5     | 0     |
| New York Red Bulls | 2020              | MLS               | 12          | 0           | ―               | ―               | ―                 | ―                 | 1                   | 0                   | 13    | 0     |
| New York Red Bulls | 2021              | MLS               | 29          | 1           | 0               | 0               | ―                 | ―                 | 1                   | 0                   | 30    | 1     |
| New York Red Bulls | 2022              | MLS               | 25          | 2           | 3               | 0               | ―                 | ―                 | 0                   | 0                   | 28    | 2     |
| New York Red Bulls | 2023              | MLS               | 20          | 0           | 2               | 0               | 4                 | 0                 | 2                   | 0                   | 28    | 0     |
| New York Red Bulls | Total             | Total             | 86          | 3           | 5               | 0               | 4                 | 0                 | 4                   | 0                   | 99    | 3     |
| Total en carrière  | Total en carrière | Total en carrière | 141         | 3           | 9               | 0               | 6                 | 0                 | 10                  | 0                   | 166   | 3     |

## Honneurs
Individuel
- Joueur du mois de Southend United : mars 2018[25]